# Трамвайно-ремонтный завод
Трамва́йно-ремо́нтный заво́д (в прошлом — Золоторожский трамвайный парк, Трамвайное депо имени Бухарина, Первомайское трамвайное депо, Трамвайное депо имени С. М. Кирова) — трамвайное депо, в 1976—2020 годах — предприятие по капитальному ремонту линейных трамваев и реставрации музейного подвижного состава.

## История
В 1909 году было закончено строительство трамвайного парка на востоке Москвы. Парк получил название Золоторожского трамвайного парка и к началу 1910 года выпускал на линию 65 моторных и 8 прицепных вагонов.
Коллектив парка не принимал активного участия в забастовках. Вскоре после Октябрьской революции парк был закрыт, и его деятельность как грузового парка возобновилась в середине 1920 года.
В 1922 году парк начал выпускать на линию пассажирские вагоны, а к концу 1920-х был реконструирован. К тому времени Золоторожский трамвайный парк стал называться трамвайным депо имени Бухарина и был специализирован на эксплуатацию вагонов типа КМ. В 1937 году в нём эксплуатировалось 115 моторных вагонов КМ и 179 двухосных вагонов С и М. Депо выпускало на линию 98 моторных и 168 прицепных вагонов.
Также в 1937 году депо дважды меняло своё название. Сначала оно стало называться Первомайским трамвайным депо, а затем за ним закрепилось имя С. М. Кирова.
В начале 1960-х было решено реконструировать трамвайное депо в троллейбусный парк, так как восток и юго-восток столицы нуждались в троллейбусном предприятии. Однако, хотя часть работ была выполнена, предполагаемая реконструкция не была завершена, и к 1975 году стало ясно, что завершить её не удастся.
К этому времени Исполком Моссовета принял решение о реконструкции завода СВАРЗ с целью создания производственной базы по ремонту автобусов. Таким образом, стало необходимым организовать ремонт трамвайных вагонов в другом месте. Так возникла идея создания на базе трамвайного депо имени Кирова трамвайно-ремонтного завода.
В октябре 1976 года депо прекратило эксплуатационную деятельность и получило название Трамвайно-ремонтный завод — «ТРЗ». В короткий срок депо было реконструировано, и на поточных линиях для ТО и ремонта вагонов стал осуществляться поточно-зонный капитальный ремонт вагонов Tatra T3. Были расширены и оснащены новым оборудованием слесарный, механический, электромонтажный и сварочный участки завода. Вновь организованы моечный, прессовый участки, электротехническая лаборатория. Особенностью завода ТРЗ является то, что капитальный ремонт узлов и агрегатов для вагонов выполняется на других заводах ГК «Мосгортранс». Объём таких кооперированных поставок составляет более 70 %.
Коллектив завода формировался в основном из специалистов завода СВАРЗ. Так, первым директором завода был назначен Н. Ф. Леонов, бывший начальник цеха завода СВАРЗ. Многие работники депо имени С. М. Кирова остались работать на предприятии и освоили новые заводские профессии.
В 2013 году завод был организационно присоединен к Сокольническому вагоноремонтно-строительному заводу, став его филиалом.
В 2016 году завод передан в управление филиалу «Трамвайное управление» ГУП «Мосгортранс».
В 2020 году проведена модернизация инфраструктуры, продление и соединение тупиковых путей и укладка новых стрелок в рамках перепрофилирования завода в трамвайное депо.
3 октября 2020 года площадка начала обслуживать маршруты Б, 3, 38, 45 в связи с закрытием трамвайного депо имени Апакова на реконструкцию.
| №  | Конечные пункты               | Примечание         |
| -- | ----------------------------- | ------------------ |
| 9  | Белорусский вокзал — МИИТ     | Работает по будням |
| 32 | Курский вокзал — Партизанская |                    |

## Продукция Трамвайно-ремонтного завода
Для механизации работ в путевом хозяйстве и службе контактной сети Мосгортранса на ТРЗ были изготовлены:
- рельсосварочные вагоны с использованием железнодорожных сварочных головок для сварки рельсовых стыков;
- вагон-путеизмеритель, позволяющий с большой точностью определять и записывать дефекты рельсового пути;
- поливомоечные вагоны;
- вагоны-рельсошлифовщики;
- вагон-снегоочиститель;
- вагон-лаборатория контактной сети для автоматической фиксации основных параметров контактной сети;
- вагон-вышка с дизель-электрическим агрегатом, обеспечивающим автономное электропитание вагона.

### Модернизированные вагоны Tatra T3
- В рамках модернизации трамвайных вагонов модели Tatra T3SU были выпущены несколько обновлённых модификаций данной модели: МТТЧ, МТТА, МТТМ, МТТЕ, МТТД и двухсторонний однокабинный МТТА-2 (но только с двумя дверями по левому борту трамвая). В 2012—2017 годах вагоны МТТА-2 обслуживали маршрут № 9, после открытия участка линии до Тверской заставы вагоны были переданы в трамвайное депо имени Апакова и Краснопресненское трамвайное депо, а в 2018 году были подарены Волгоградскому метротраму для обслуживания пиковых перевозок в дни матчей группового этапа ЧМ-2018 по футболу.
- На базе вагона типа Tatra T3SU изготовлен вагон-кафе «Аннушка», курсирующий вокруг Чистопрудного бульвара. Техническое обслуживание осуществляет Трамвайно-ремонтный завод. В ноябре 2021 года владельцы вагона семья Мхитарян выставила вагон на продажу со стартовой ценой 1,2 млн рублей, дальнейшая его судьба неизвестна.

## Музей пассажирского транспорта Москвы
На территории Трамвайно-ремонтного завода находятся экспонаты музея пассажирского транспорта Москвы, который на данный момент не имеет собственного помещения.